# Georges Aeschlimann
Georges Aeschlimann (La Reuchenette, Péry, 11 de enero de 1920 - La Neuveville, 10 de noviembre de 2010) fue un ciclista suizo que fue profesional entre 1941 y 1953.
En su palmarés destaca un tercer lugar final de la Volta a Cataluña de 1947  y una etapa de la Vuelta a Suiza de 1949.

## Palmarés
- 1946
  - 1.º en la Belfort-Muhlhouse-Belfort
- 1949
  - 1.º a la Porrentruy-Zuic
  - Vencedor de una etapa de la Vuelta a Suiza

## Resultados en Grandes Vueltas
| Carrera         | 1946 | 1947 | 1948 | 1949 | 1950 | 1951 | 1952 |
| --------------- | ---- | ---- | ---- | ---- | ---- | ---- | ---- |
| Giro de Italia  | -    | -    | -    | -    | -    | -    | 90.º |
| Tour de Francia | -    | -    | Ab.  | 19.º | 41.º | 24.ª | Ab.  |
| Vuelta a España | 11.º | -    | -    | X    | X    | X    | X    |